# HeartCatch Pretty Cure!
Heartcatch Pretty Cure! (ハートキャッチプリキュア! HātoKyatchi PuriKyua!?), es una serie de anime japonés y la séptima temporada del anime Futari wa Pretty Cure de Toei Animation, la serie se estrenó el 7 de febrero del 2010 en TV Asahi (Japón), para sustituir a Fresh Pretty Cure, la sexta temporada de Pretty Cure, y finalizó el 30 de enero del 2011. Esta serie es una historia alterna a las seis temporadas anteriores de Pretty Cure.
La serie tiene dos temas principales. Una de ellas es la moda, ya que Erika (Cure Marine) es fanática de la moda y presidenta del club de la moda de su escuela, y en segundo lugar son las flores, que ocupan un lugar destacado en la denominación de numerosos personajes y objetos, así como en la historia principal.    

## Historia
En cada persona reside una Flor Corazón, la cual está conectada al gran Árbol Corazón que vela por todos. Protegiendo este árbol están las HeartCatch Pretty Cures, que lo defienden contra los Apóstoles del Desierto, que planean marchitarlo todo y convertir el mundo en un desierto. Sin embargo la Pretty Cure actual, Cure Moonlight, fue derrotada en la batalla y el Árbol Corazón pierde sus flores, ella antes de morir envía dos hadas, Chypre y Coffret, a la superficie para buscar su reemplazo. Encuentran a Tsubomi Hanasaki, una chica tímida amante de las flores que acaba de mudarse a la ciudad con su familia, a quien se le da el poder de convertirse en Cure Blossom. Junto a su nueva amiga, Erika Kurumi, que se convierte en Cure Marine, luchan contra los Apóstoles del Desierto que transforman las Flores del Corazón marchitas dentro de las personas en monstruos conocidos como Desertarianos. Al derrotar a estos monstruos

## Personajes

### Pretty Cure
Tsubomi Hanasaki (花咲つぼみ Hanasaki Tsubomi?) / Cure Blossom (キュアブロ寒 Kyua Burossamu?)
Seiyū: Nana Mizuki
Tsubomi es la líder del grupo, es una chica de 14 años y es una alumna recién transferida a la rama de secundaria de la academia privada Myoudou Junior High School en donde cursa séptimo grado junto con Erika. Ella acaba de mudarse a Kibougahana (nombre de la ciudad, que significa "flor de la esperanza"), donde reside su abuela. Tsubomi ama las plantas, por eso desea unirse al club de Jardinería, pero luego se va al club de moda, por Erika. A diferencia de las demás líderes (Cure Black, Cure Bloom, Cure Dream, Cure Peach, Cure Melody y Cure Happy) es muy buena en los estudios.
Es de carácter muy reservada, lo que se debe a que acaba de mudarse, es tímida y muy callada al principio pero poco a poco gracias a Erika logra abrir su corazón a los demás. Ella se transforma en Cure Blossom, de color rosa, su símbolo floral es la flor de cerezo. Sus poderes están relacionados con las flores y ella puede usar ataques especiales como Flower Storm o Blossom Shower.
Frase de transformación: ¡Pretty Cure! Abre mi corazón!
Después de la transformación en adelante: ¡La flor que nace en toda la tierra, Cure Blossom!
Frase de ataque (Fuerte Ola Rosada): ¡Reúnete, Poder de las Flores! ¡Batuta Floreciente! ¡Adelante, Flor! ¡¡Pretty Cure, Fuerte Ola Rosada!
Frase de ataque: Blossom Shower (Ducha Floreciente Burosamu Shawa?)
Frase de ataque: Blossom Flower Storm (Tormenta de Flores Floreciente Burosamu Furawa Sutomu?)
Frase de ataque: (Fortísimo Poder Floral junto con Cure Marine): ¡Poder de dos flores, Reúnete! ¡Pretty Cure Fortísimo Poder Floral! ¡Heartcatch! (Atsumare, futatsu no hana no chikara yo! Purikyua Furoraru Pawa Foruteshimo! Haatokyacchi!?)
Erika Kurumi (クルミエリ Kurumi Erika?) / Cure Marine (キュアまりん Kyua Marin?)
Seiyū: Fumie Mizusawa
Erika tiene 13 años y estudia en el mismo curso que Tsubomi. Además, ella es la presidenta del Club de Moda. Su padre es un fotógrafo profesional y su madre, una exmodelo y ahora tiene una tienda de moda (Fairy Drop). Ella es una chica enérgica y sin rodeos, dice lo que está pensando. Ella cambia después de que conoce a Tsubomi, además se compromete para ayudar a Tsubomi para derrotar a los malvados, ella es Cure Marine, su color es el azul, y su símbolo floral es la margarita. Ella tiene poderes relacionados con el océano y pueden utilizar ataques especiales como Marine Dynamite o Marine Shoot. Su lema es “Incluso alguien como yo, con un corazón tan grande como el océano, está en su límite”.
Frase de transformación: Pretty Cure! Abre mi corazón!
Después de la transformación en adelante: ¡La flor que revolotea por la brisa del mar, Cure Marine!
Frase de ataque: Impacto Marino!
Frase de ataque: Marine Shoot (Disparo Marino Marin Shuto?)
Frase de ataque: Marine Dive (Buceo Marino Marin Daibu?)
Frase de ataque (Fuerte Ola Azulada): ¡Reúnete, Poder de las Flores! ¡Batuta Marina! ¡Brilla, Flor! ¡¡Pretty Cure, Fuerte Ola Azulada!
Frase de ataque: (Fortísimo Poder Floral junto con Cure Blossom): ¡Poder de dos flores, Reúnete! ¡Pretty Cure Fortísimo Poder Floral! ¡Heartcatch! (Atsumare, futatsu no hana no chikara yo! Purikyua Furoraru Pawa Foruteshimo! Haatokyacchi!?)
Itsuki Myoudouin (みょどイン痛い気 Myoudouin Itsuki?) / Cure Sunshine (キュアさなしあん Kyua Sanshain?)
Seiyū: Hōko Kuwashima
Tiene 16 años y es compañera de Tsubomi, Erika y Yuri. Su familia es dueña de un dojo de entrenamiento de Karate y de la Academia Myoudou en donde cursa noveno grado de secundaria, además también lidera el Consejo Estudiantil de la secundaria y preparatoria. Por naturaleza es la heredera de la escuela y el dojo, pero como es una chica se debe disfrazar de chico mientras su hermano mayor, Satsuki, se recupera de una enfermedad grave.
En el episodio 23 pudo por primera vez transformarse en Cure Sunshine, su color es amarillo y su símbolo floral es el girasol. Sus poderes están relacionados con el sol y puede utilizar ataques especiales como Sunflower Aegis y Sunshine Flash además de su ataque final. Su frase es “¡Te voy a quitar la maldad y la oscuridad de tu interior con mi luz!”.
Yuri Tsukikage (つきかげゆり Tsukikage Yuri?) / Cure Moonlight (キュアむんらい Kyua Munraito?)
Seiyū: Aya Hisakawa
Yuri tiene 17 años, estudia décimo grado en la sección de preparatoria de la academia Myoudou, y es amiga de la hermana de Erika, Momoka. Su padre desapareció durante la investigación del "árbol del corazón" en Francia. Es de carácter parecido al de Tsubomi cuando se acababa de mudar.
Al comienzo de la historia fue derrotada por Dark Pretty Cure, así que la semilla de Moonlight se rompió al luchar contra Dark Pretty Cure, y debido a que su hada Cologne murió y su semilla se rompió ya no se puede transformar más. Pero más tarde, gracias al árbol del Corazón y al Heart Pot ella recupera su semilla y vuelve a transformarse en Pretty Cure para ayudar a sus amigas y compañeras de lucha. Su color es el púrpura y su símbolo floral es la rosa violeta.
Cure Moonlight tiene poderes relacionados con la luna y pueden utilizar ataques especiales como Moonlight Reflection y Moonlight Impact, además de su ataque final.
Su frase es “¡Voy a seguir luchando, para salvar el corazón de todos!”, ella se presenta como “¡La flor que brilla a la luz de la luna, Cure Moonlight!”.
Frase de ataque (Fortísimo Poder Floral): ¡Reúnete, Poder de las Flores! ¡Batuta Lunar ! ¡Pretty Cure Fortísimo Poder Floral!

### Hadas y Aliados
Como las otras hadas de las otras temporadas de Pretty Cure, estas acompañan a las protagonistas de la historia. Estas hadas nacieron gracias al Árbol Corazón, A diferencia de las mascotas anteriores que terminan sus oraciones con la palabra en la cual se referiere su propio nombre, estas hadas terminan todas sus frases con "desu".
Chypre (シプレ Shipure?)
Seiyū: Taeko Kawata
Un hada que debe proteger el "Árbol de Corazón", Con el fin de salvarlo del peligro. 
Así que ella le da a Tsubomi, que es una de las legendarias guerreras Pretty Cure elegida por el árbol del Corazón, y le da la "semilla Pretty Cure", de modo que puede transformarse en Cure Blossom.
A menudo se disfraza como un animal de peluche. Ella tiene el poder de dar a luz a las "Semillas del corazón". Se dice que si las recogen, un milagro sucederá. Shypre tiene un carácter tranquilo. A menudo se comporta como la hermana mayor de Tsubomi.
Coffret (コフレ Kofure?)
Seiyū: Motoko Kumai
Su misión es proteger el "Árbol del Corazón" y darle a Erika el poder para transformarse en Cure Marine. Del mismo modo, también se disfraza como un animal de peluche y puede dar nacimiento a Semillas del Corazón. Él es un poco audaz, siendo casi insultante a veces y muy agradable a los demás. Es algo así como un hermano pequeño de Erika.
Potpourri (ぽぷり Popuri?)
Seiyū: Kokoro Kikuchi
Su misión es proteger el "Árbol del Corazón" y darle a Itsuki el poder para transformarse en Cure Sunshine.
Cologne (コロン Koron?)
Seiyū: Akira Ishida
Aparece en el episodio 33, Cologne fue hada de Moonlight antes de dar su vida y sacrificarse para proteger a Yuri, él cuidó a Shypre y a Coffret cuando eran más pequeños, ahora su espíritu vive dentro del árbol del corazón 
Kaoruko Hanasaki (花咲徳栄カオルコ Hanasaki Kaoruko?) / Cure Flower (キュアフラワー Kyua Furawaa?)
Seiyū: Chika Sakamoto
Es una prestigiosa científica y botánica que conoce el lenguaje de las flores, tiene a su cargo el invernadero de la ciudad, es la abuela de Tsubomi y conoce muy bien sobre el mundo PreCure ya que de hecho ella es la legendaria Cure Flower, cuyo color es el blanco y su tema su símbolo floral es la lavanda. Como Cure Flower su frase es: La flor que brilla en la luz sagrada, ¡Cure Flower! (聖なる光に輝く一輪の花、キュアフラワー！
 Seinaru hikari ni kagayaku ichirin no hana, Kyua Furawā!?)
Coupé (コッペ Koppe?)
Seiyū: Kenyū Horiuchi
Es una misteriosa hada que reside en el jardín botánico de Tsubomi, es el hada principal de todas y fue compañero de Cure Flower, además también fue su novio al transformarse en humano. Curiosamente su forma humana se ve igual al fallecido abuelo de Tsubomi.

### Apóstoles del Desierto
Los Apóstoles del Desierto (砂漠の使徒 Sabaku no Shito?) son los principales antagonistas de la serie. Son un grupo de villanos cuyo objetivo es recoger las flores marchitas del corazón de sus víctimas y apoderarse del mundo convirtiéndolo en un desierto gigante. También son responsables de la extinción del gran árbol del corazón.
En el episodio 20 se reveló que los Apóstoles del Desierto estaban sirviendo a una persona misteriosa llamada Dune y a la vez recibían órdenes de éste.
Dune (デューン Dyūn?)
Seiyū: Hikaru Midorikawa
Dune es el líder real de los Apóstoles del Desierto, que ha estado en un sueño profundo después de haber sido derrotado por Cure Flower, la abuela de Tsubomi, pero nunca se revelan sus motivaciones. Su historia de fondo se revela en la novela. Su padre, el anterior Rey del Desierto, mató a su madre biológica y luego conoció y se casó con otra mujer, que se convirtió en la madrastra de Dune. El padre de Dune quería matarlo y su niñera se sacrificó para permitirle escapar. Dos años más tarde, Dune, que entonces tenía 9 años, hizo un contrato con un diablo para obtener poder a cambio de matar a su padre y a su madrastra. Después de hacerlo, heredó el estatus de su padre como Rey del Desierto, volviéndose un ser lleno de odio. 50 años antes de los eventos de la serie, fue derrotado por Cure Flower, quien usó el Heartcatch Mirage para sellarlo. Primero se lo muestra como una sombra en una pantalla de video, hablando con Sabark sobre el reciente nacimiento de Potpourri y en flashbacks. Dune llega a la Tierra después de recuperar sus fuerzas y envía una Semilla del Desierto a la Tierra, que se convierte en un Diablo del Desierto. Finalmente es derrotado por las Pretty Cure después de que alcanzan la forma Infinity Silhouette y muere pacíficamente mientras lo liberan de su largo odio.
Hideaki Tsukikage (月影 英明 Tsukikage Hideaki?) / Sabaku (サバク Sabaku?)
Seiyū: Taiten Kusunoki
El principal comandante y jefe de la Apóstoles del Desierto que nunca muestra su cara. Su objetivo hacer que el árbol de corazón se marchite para que su maestro, Dune, pueda hacerse cargo de todo el mundo y lo convierta en un gran desierto. Nunca es visto sin su máscara. Su personalidad no se ha demostrado adecuadamente, sin embargo, desea terminar con la última generación de Pretty Cures. En el episodio 47 se rebela su identidad y resulta ser el padre perdido de Yuri, Hideaki Tsukikage, quien fue secuestrado por Dune a quien le lavo su cerebro para que crease un ejército para el. Hideki finalmente muere para proteger a Yuri de Dune en el episodio 48. 
Dark Pretty Cure (だくプリキュア  Dāku Purikyua?)
Seiyū: Minami Takayama
Ella es la mano derecha de Sabaku. Ella es la mitad y el lado oscuro de Cure Moonlight. En el episodio 48, es revelado que Sabaku (el padre de Yuri) creó a Dark Pretty Cure de los datos del Árbol De corazón y los genes de Yuri; lo que quiere decir que es la gemela menor de Yuri. Tras ser derrotada por Yuri y revelase la verdad, muere llorando en los brazos de Sabaku y desaparece sin dejar rastro.
Frase de ataque (Forte Wave): Reúnete, Poder oscuro! Dark Tact! Pretty Cure Dark Forte Wave!
Frase de ataque (Power Fortissimo): Reúnete, Poder oscuro! Dark Tact! Pretty Cure Dark Power Fortissimo!
Kumojaki (くもじゃき Kumojakī?)
Seiyū: Eiji Takemoto
El es el líder de los tres grandes generales de los Apóstoles del Desierto, un alto, musculoso y atractivo hombre de pelo rojo. De acuerdo a la novela, fue creado por Sabaku a partir de los genes de una araña y la flowerhearth marchita de un joven estudiante de artes marciales. Muere durante la pelea final, luchando contra Cure Marine, pero al final gracias a su Hearthflower revive, revelándose que es el mismo joven a partir del cual fue "creado", siendo su nombre real Kumamoto (熊本  Kumamoto?). Kumamoto posteriormente regresa a estudiar artes marciales. 
Cobraja (ぶアイーじゃ Koburāja?)
Seiyū: Hirofumi Nojima
El es uno los tres grandes generales de los Apóstoles del Desierto. Se cree muy elegante y que es el hombre más hermoso del universo y siempre trata ser lo más hermoso posible. De acuerdo a la novela, fue creado por Sabaku a partir de los genes de una cobra y la Hearthflower marchita de un estilista. Muere durante la pelea final, luchando contra Cure Sunshine, pero al final gracias a su Hearthflower revive, revelándose ser el mismo estilista a partir del cual fue creado, y comienza una nueva vida como un diseñador de modas.
Sasorina (サソリな  Sasorīna?)
Seiyū: Urara Takano
Ella es una de los tres grandes generales de los Apóstoles del Desierto. Ataca con su pelo, que se alarga hasta que llega a ser como la cola de un escorpión. De acuerdo a la novela, fue creada por Sabaku a partir de los genes de un escorpión y la Hearthflower marchita de una maestra de jardín de niños. Muere en el episodio 40 pero revive gracias a su propio Hearthflower y al final de la serie comienza retoma su vida original enseñando a niños.
Snackey (すなっき Sunakki?)
Seiyū: Chado Hori y Ryo Iwasaki
Los monstruos subalternos de los tres cadetes. Ellos siempre trabajan duro.
Desertrians (で座とリアン Dezatorian?)
Seiyū: Tomoko Kaneda
Similares a los Zakenna, Uzaina, Kowaina y Hoshiina de las temporadas anteriores. Este monstruo se forma por la fusión de las flores marchitas Corazón con los objetos. A diferencia de anteriores monstruos de las anteriores temporadas estos monstruos hablan de las preocupaciones de las personas que causó que se marchitasen su corazón floral en el primer lugar. La fuerza de los Desertrians depende del número de flores marchitas corazón que sirve para hacer que el monstruo. Si el número es bajo, el monstruo será débil y si el número es alto, será un monstruo fuerte. El número de flores marchitas Corazón representaba la fuerza de las personas el temor de la preocupación.
Demonios del Desierto (砂漠のデビル Sabāku no debiru?)
Seiyū: Takanori Hoshino
Son potentes monstruos del ejército de Dune, a un planeta lleno de vida para que lo conviertan en un desierto completamente estéril. Para ello, Dune lanza una Semilla del Desierto, desde el Castillo Planetario hasta un planeta, donde la semilla eclosiona apareciendo un Demonio del Desierto.

### Otros personajes
Mizuki Hanasaki (花咲みずき Hanasaki Mizuki?)
Seiyū: Yūko Katō
Es la madre de Tsubomi, además le encantan las flores como a su hija y tiene una floristería llamada "Tienda de flores Hanasaki".
Yōichi Hanasaki (花咲与一 Hanasaki Yoichi?)
Seiyū: Nobuaki Kanemitsu
Es el padre de Tsubomi, igual que la madre de Tsubomi. Él trabaja en la floristería Hanasaki.
Sora Hanasaki (花咲空 Hanasaki Sora?)
Seiyū: Kenyū Horiuchi
Es el fallecido abuelo de Tsubomi, quien era muy parecido al hada de su esposa Kaoruko, Coupé.
Futaba Hanasaki (花咲双葉 Hanasaki Futaba?)
La hermana bebé de Tsubomi que nace al final del anime.
Sakura Kurumi (クルミさくら Kurumi Sakura?)
Seiyū: Hyo-sei
Es la madre de Erika, es dueña de una tienda de ropa. Además fue una exmodelo famosa.
Ryūnosuke Kurumi (クルミリュのすけ Kurumi Ryūnosuke?)
Seiyū: Kōichi Tōchika
Es el padre de Erika, y es un fotógrafo famoso.
Momoka Kurumi (クルミももか Kurumi Momoka?)
Seiyū: Shizuka Itō
La hermana mayor de Erika, va en segundo año de preparatoria al igual que Yuri quien es su mejor amiga, es una modelo famosa y en ocasiones despierta los celos de Erika.
Gentarou Myoudouin (みょどいんげんたろ Myoudouin Gentaro?)
Seiyū: Hiroshi Naka
Es el abuelo de Itsuki, y director de la escuela.
Tsubaki Myoudouin (みょどいんつばき Myoudouin Tsubaki?)
Seiyū: Atsuko Yuya
Es la madre de Itsuki y Satsuki.
Satsuki Myoudouin (みょどインさつき Myoudouin Satsuki?)
Seiyū: Tomoaki Maeno
Hermano mayor de Itsuki.
Haruna Tsukikage (ツキカゲハルナ Tsukikage Haruna?)
Seiyū: Rei Sakuma
La madre de Yuri.
Tsuruzaki (つるざき  Tsuruzaki?)
Seiyū: Hiroko Ushida
Ella es la profesora de Erika y Tsubomi, ella es estricta y dura.
Nanami Shiku (しく七海  Shiku Nanami?)
Seiyū: Yukiyo Fujii
Es compañera de Erika y Tsubomi, es muy fan de Itsuki.
Naomi Sawai, Rumiko Kuroda y Toshiko Sakuma (沢井直美, 黒田るみ子, 佐久間としこ Sawai Naomi, Kuroda Rumikopelícula. Una Toshiko?)
Seiyū: Yukiko Hanioka (Naomi), Tomo Adachi (Rumiko) y Seiko Yoshida (Toshiko)
Compañeras de clase Tsubomi y Erika, quienes se unen al club de moda de Erika.
Kanae Tada (ただかなえ Tada Kanae?)
Seiyū: Sachiko Kojima
Compañera de Tsubomi y Erika, le encanta hacer fotografías, está preparada para atrapar las escenas más divertidas de Erika y Tsubomi.
Kyouko Matsumoto (マツモトキョコ Matsumoto Kyoko?)
Seiyū: Sayaka Narita
Kyouko es una estudiante de octavo grado.
Ayumi Kumazawa y Mao Ogasawara (クマザワアユミトィオガサワラまお Kumazawa Ayumi to Ogasawara Mao?)
Seiyū: Tomo Adachi y Shiho Hisajima
Ayumi y Mao son dos chicas de la escuela.
Sayaka Ueshima (ウエシマサヤカ Ueshima Sayaka?)
Seiyū: Akeno Watanabe
Sayaka es una estudiante de primer año de secundaria y kouhai de Tsubomi y Erika.
Azusa Takagashi (高岸 あずさ Takagashi Azusa?)
Seiyū: Fumiko Orisaka
Compañera de clases Tsubomi y Erika, y presidenta del club de Teatro.
Kenji Ban (蛮 ケンジ  Ban Kenji?)
Seiyū: Ryotaro Okiayu
El delincuente de la escuela, es compañero de Tsubomi y Erika. Su sueño es ser mangaka y en secreto es fan de las Pretty Cure, soñando en convertirse también en un Pretty Cure, llamándose así mismo "Cure Fire".
Mitsuru Nakano (中野 みつる Nakano Mitsuru?)
Seiyū: Mie Sonozaki
El amigo de la infancia de Tsubomi.

### Personajes Exclusivos de la Película
Oliver (オリヴィエ Orivu~ie?) / Loup-Garou (ルーガルー Rūgarū?)
Seiyū: Ikue Ōtani
Uno de los villanos de la película. Un huérfano adoptado por Baron Salamander, a quien manipula para pelear contra las Pretty Cure como un hombre lobo mágico llamado Loup-Garou, pero debido a la amistad y amabilidad de Tsubomi este se niega a seguir las órdenes de Baron Salamander. Con la derrota de Salamander, este le dice que lo quiere como un padre, convenciéndolo de dejar sus planes. Al final ambos se van a viajar por el mundo. Hace un cameo en los episodios finales del anime.
Baron Salamamder (サラマンダー男爵 Saramandā Danshaku?)
Seiyū: Keiji Fujiwara
El villano principal de la película. El solía ser la mano derecha de Dune pero fue sellado 400 años atrás por una Cure legendaria llamada Cure Ange, siendo liberado por Oliver, a quien engaña haciéndose pasar por el ángel Miguel. Finalmente se revela como el villano de la película y en su forma de dragón trata de acabar con las Pretty Cure pero es derrotado. Sin embargo, Oliver lo convence de dejar atrás sus intenciones malvadas de servir a Dune. Al final ambos se van a viajar por el mundo. Hace un cameo en los episodios finales del anime.
Cure Ange (キュアアンジェ Kyua Anje?)
Una Pretty Cure antigua que sello al Baron Salamander 400 años atrás. La película da a entender que ella fue la primera Pretty Cure en despertar para enfrentar a Dune, al igual que fue la creadora del HearthCatch Mirage y del Palacio Pretty Cure que protege al Árbol de Corazón.

### Personajes Exclusivos de Pretty Cure All Stars DX2
Bottom (ボトム Botomu?)
Seiyū: Kiyoyuki Yanada
El villano principal de la película Pretty Cure All Stars DX2. Un ser oscuro que fue sellado 1000 años atrás y que busca apoderarse de la Rainbow Jewel, reviviendo a algunos de los villanos de anteriores temporadas para que lo ayuden. Al final de la película es destruido.

## Objetos
- Perfumes Corazón (Heart Perfumes): son los objetos de transformación de Tsubomi y Erika.
- Perfume Brillante (Shiny Perfume): es el objeto de transformación de Itsuki.
- Tarro Corazón (Heart Pot): es el objeto de transformación de Yuri.
- Espejo Atrapacorazones (Heartcatch Mirage): es el objeto de ataque.
- Batutas Florales (Flower Tacts): objetos de ataque de Blossom, Marine y Moonlight.
- Pandereta Brillante (Shiny Tambourine): objeto de ataque de Cure Sunshine.

## Música
- Opening: Alright! HeartCatch PreCure! (Alright!ハートキャッチプリキュア!)
- Ending 1: HeartCatch★Paradise!
- Ending 2: Tomorrow Song!